# Euros cervina
Euros cervina là một loài bướm đêm thuộc họ Noctuidae. Loài này có ở riparian areas ở miền tây Oregon và miền bắc California.
Chiều dài cánh trước khoảng 10 mm.